# دوووبووو
دوووبووو (به لهستانی:  Dołubowo) یک روستا در لهستان است که در گمینا جادکوویتسه واقع شده‌است. دوووبووو ۳۹۳ نفر جمعیت دارد.